# Organizzazione Atlas
L'organizzazione Atlas è un'associazione di corpi di polizia europei, formata da corpi speciali di 28 paesi. L'obiettivo di Atlas è di aumentare la collaborazione tra i vari corpi di Polizia.
Il nome Atlas è riferito alla figura mitologica del titano Atlante.

## Storia
Nel 1996 il Consiglio dell'Unione europea decide di istituire una rete di corpi di polizia, con compiti specifici di antiterrorismo. Dopo l'attacco terroristico dell'11 settembre 2001, Atlas fu formato ufficialmente per prevenire attacchi dello stesso genere il 15 ottobre 2001 a Bruxelles.

## Condivisione di esperienze
Regolari esercitazioni sono fatte per condividere esperienze. Cinque corpi speciali sono stati delegati all'intervento in altrettante aree.
- Einsatzkommando Cobra, per edifici
- SCO19, operazioni su metropolitane
- GIS, operazioni su velivoli
- RAID, operazioni su treni e bus
- GSG-9, per operazioni marittime

## Membri
- ARAS (Lituania)
- Acvila (Romania)
- BOA (Polonia)
- Politiets Aktionsstyrke (Danimarca)
- BBE (Paesi Bassi)
- DSU (Belgio)
- EAO (Cipro)
- EKAM (Grecia)
- EKO Cobra (Austria)
- ERU (Irlanda)[4]
- GIGN (Francia)
- GIS (Italia)
- GEO (Spagna)
- GOE (Portogallo)
- GSG-9 (Germania)
- Karhu-ryhmä (Finlandia)
- K-Kommando (Estonia)
- Lynx (Slovacchia)
- NI (Svezia)
- NOCS (Italia)
- OMEGA (Lituania)
- RAID (Francia)
- Specialna Enota Policije (Slovenia)
- SCO19 (Regno Unito)
- SEK (Baden-Württemberg, Germania)
- Special Assignments Group (SAG) (Malta)
- SIAS[5] (Romania)
- SOBT (Bulgaria)
- TEK (Ungheria)
- UEI (Spagna)
- URNA (Repubblica ceca)
- USP (Lussemburgo)
- Skorpion, Gruppo di Intervento della città di Zurigo (Svizzera)

## Addestramento
Un'esercitazione dell'aprile 2013 ha simulato l'intervento congiunto di nove attacchi contemporanei sul territorio europeo (Svezia, Irlanda, Lettonia, Spagna, Belgio, Italia, Austria, Slovacchia e Romania). Sotto il comando del ”Atlas Executive Bureau” hanno valutato l'adeguatezza dei piani di difesa antiterroristica comuni.
In Italia
È stata organizzata all'interno di un complesso ospedaliero in disuso, presso Tirrenia, con la simulazione di una presa di ostaggi da parte di terroristi.
Hanno partecipato: 
- Gruppo Intervento Speciale
- Nucleo Operativo Centrale di Sicurezza
- Special Assignments Group di Malta
- SIU di Svizzera
- 1º Reggimento carabinieri paracadutisti "Tuscania"
- 4º Nucleo elicotteri carabinieri